# Petr Stach

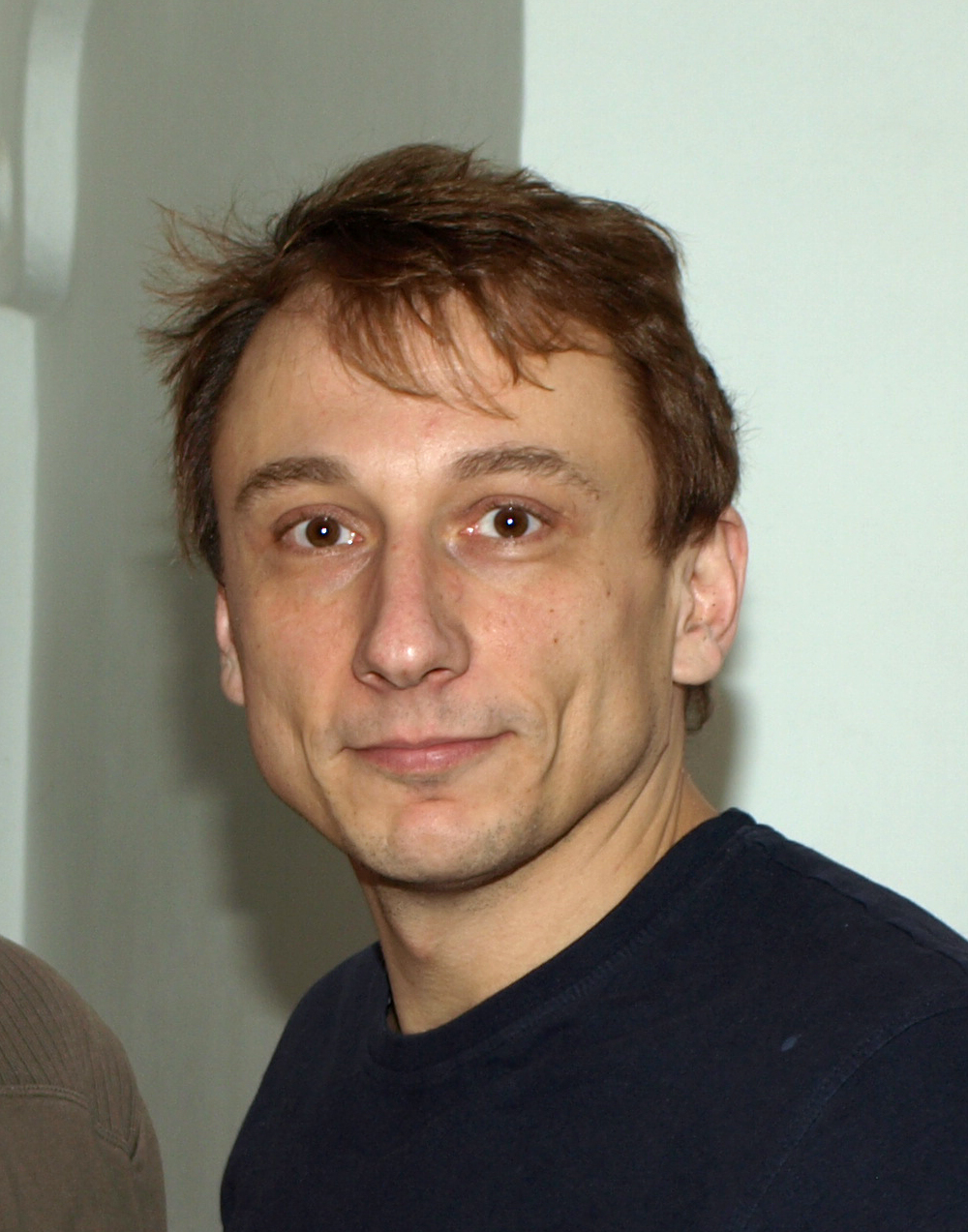
Petr Stach (2013)

Petr Stach (* 29. Juni 1974 in Jablonec nad Nisou) ist ein tschechischer Schauspieler.

## Leben
Petr Stach absolvierte von 1996 bis 2001 erfolgreich eine Schauspielausbildung an der Theaterfakultät der Akademie der Musischen Künste in Prag (DAMU). Bereits während seines Studiums war er an unterschiedlichen Theatern in Prag tätig, darunter dem Divadlo Minor und dem Divadlo Rokoko.
Nachdem er bereits 2005 in acht Folgen der Fernsehserie Bazén zu sehen war und er 2008 in einer kleineren Nebenrolle in dem Kriegsfilm Tobruk sein Leinwanddebüt feierte, konnte sich Stach als Filmschauspieler etablieren. Er war seitdem in über 40 Film- und Fernsehproduktionen tätig, wobei er 2014 für seine Darstellung des Jirí Palach in der von Agnieszka Holland inszenierten Miniserie Burning Bush – Die Helden von Prag als Bester Hauptdarsteller für einen Český lev nominiert wurde.
Im deutschen Fernsehen war er 2019 in der Filmbiografie Brecht ebenfalls in einer kleineren Nebenrolle zu sehen.

## Filmografie
- 2005: Bazén (Fernsehserie, acht Folgen)
- 2008: Tobruk
- 2011: Das Massaker von Lidice (Lidice)
- 2013: Burning Bush – Die Helden von Prag (Hořící keř, Miniserie)
- 2015: Familienfilm (Rodinny film)
- 2017: Der arme Teufel und das Glück (Nejlepší přítel)
- 2019: Brecht